# Synagoge (Modra)

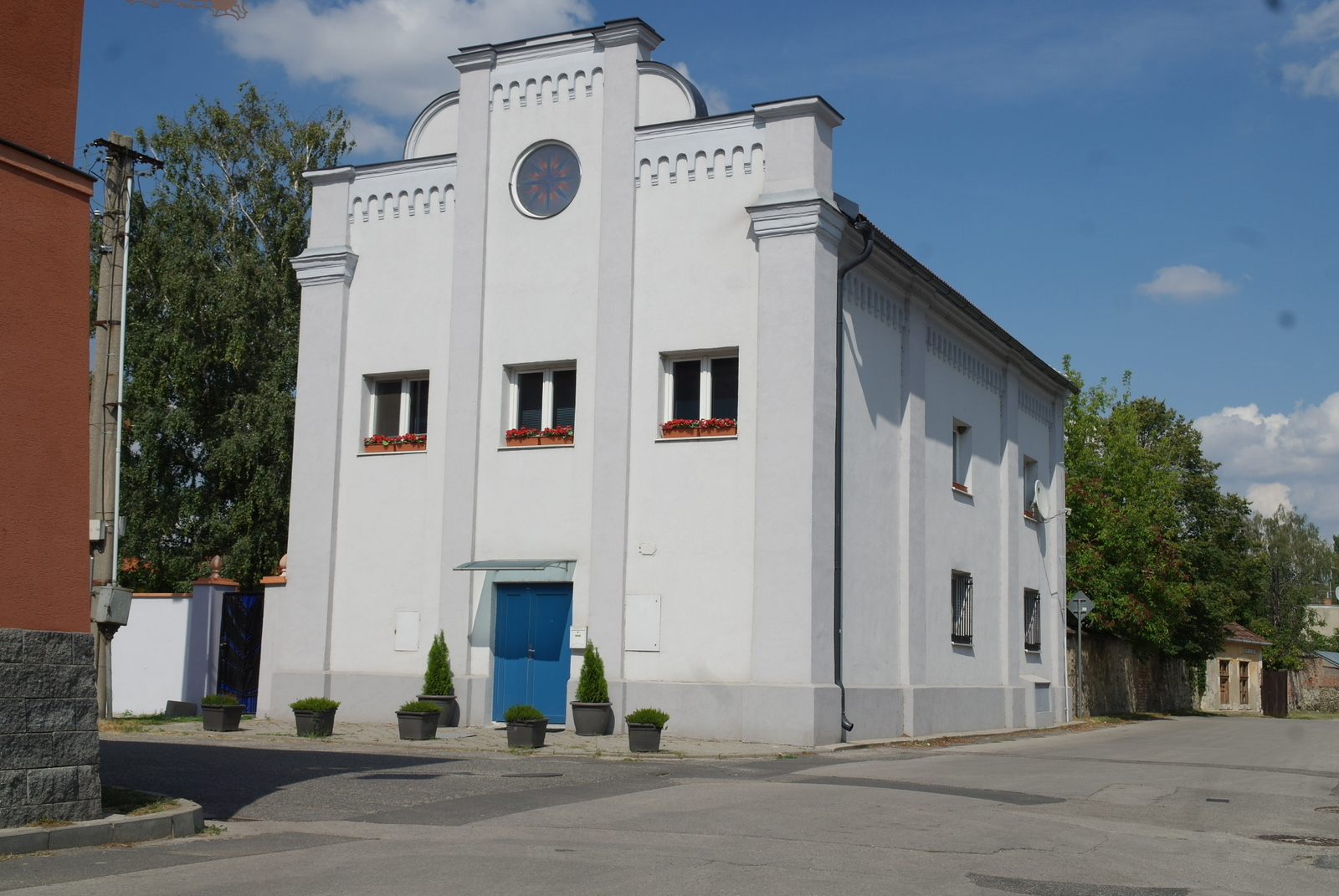
Synagoge in Modra (2014)

Die Synagoge in Modra, einer slowakischen Stadt nordöstlich der Hauptstadt Bratislava, wurde 1902 erbaut.
Das Gebäude wurde nach dem Zweiten Weltkrieg stark umgebaut. Der ursprüngliche Charakter ist jedoch noch erkennbar an der vertikalen Dreiteilung der Fassade durch Mauerblenden. Die ursprünglichen Rundbogenfenster wurden durch rechteckige Fenster auf zwei Stockwerken ersetzt, die äußeren dekorativen Elemente wie kleine Turmaufsätze wurden abgerissen. Das Innere wurde ebenfalls vollständig verändert.
Heute beherbergt das Synagogengebäude ein Künstlerstudio.